# Kate Jackson
Pour la chanteuse Kate Jackson, voir The Long Blondes.
Pour les articles homonymes, voir Jackson.
 (octobre 2019).
Si vous disposez d'ouvrages ou d'articles de référence ou si vous connaissez des sites web de qualité traitant du thème abordé ici, merci de compléter l'article en donnant les références utiles à sa vérifiabilité et en les liant à la section « Notes et références ».
Kate Jackson, née le 29 octobre 1948 à Birmingham dans l'Alabama (États-Unis), est une actrice, productrice et réalisatrice américaine.

## Biographie
Lucy Kate Jackson est une ancienne élève de Robert Cordier à l'American Academy of Dramatic Arts. Elle commence sa carrière en jouant dans divers téléfilms et épisodes de séries télévisées. Le succès arrive en 1976, lorsqu'elle participe à la série Drôles de dames, pour laquelle elle collabore avec les producteurs lors de la création. Elle joue le rôle de Sabrina Duncan, personnage qu'elle interprète durant trois saisons. À la suite du refus des producteurs de la laisser jouer en parallèle dans Kramer contre Kramer avec Dustin Hoffman, où elle aurait joué le rôle féminin principal, elle quitte la série après la troisième saison. Elle joue alors dans de nombreuses autres séries, dont Les deux font la paire entre 1983 et 1987. Elle en réalise même deux épisodes. Kate Jackson tourne treize épisodes de Baby Boom, qui ne fait qu'une saison.
Elle apparaît dans un épisode d’Ally McBeal, puis dans Sabrina, l'apprentie sorcière en 2002 et New York 911 en 2004. Entre-temps, elle a joué dans de nombreux téléfilms : La Cinquième Sœur avec Shannen Doherty, La Coupable idéale ou Le Silence de l'adultère. Elle joue aussi dans la série télévisée Esprits criminels le rôle d'une ambassadrice, mère de l'agent du FBI Emily Prentiss.
Elle a eu trois époux : Andrew Stevens (1978-1982), David Greenwald (1982-1984), Tom Hart (1991-1993). En 1995, à 47 ans, elle adopte un nourrisson à sa naissance, un garçon qu'elle appelle Charles Taylor.

## Filmographie

### Actrice

#### Cinéma
- 1971 : Night of Dark Shadows : Tracy Collins
- 1972 : Limbo (en) : Sandy Lawton
- 1977 : Un cocktail explosif (Thunder and Lightning) : Nancy Sue Hunnicutt
- 1981 : Accroche-toi, j'arrive (en) (Dirty Tricks) : Polly Bishop
- 1982 : Making Love, d'Arthur Hiller : Claire
- 1989 : Loverboy : Diane Bodek
- 1993 : Adrift : Katie Nast
- 1998 : Talents cachés (Error in Judgment) : Shelley
- 2004 : Larceny (en) : Mom
- 2004 : No Regrets : Suzanne Kennerly

#### Télévision
- 1970 : Dark Shadows (série télévisée) : 'Daphne Harridge (1970-1971) / Daphne Harridge Collins parallel time (1971)
- 1972-1976 : The Rookies : Jill Danko
- 1972 : The New Healers : Nurse Michelle Johnson
- 1972 : Movin' On : Cory
- 1973 : Satan's School for Girls (en) : Roberta Lockhart
- 1974 : La Révolte des abeilles (en) (Killer Bees) : Victoria Wells
- 1974 : Death Cruise : Mary Frances Radney
- 1975 : Death Scream (en) : Carol
- 1976 : Death at Love House (en) : Donna Gregory
- 1976-1979 : Drôles de dames (Charlie's Angels) (série télévisée) : Sabrina Duncan
- 1977 : James at 15 (en) : Robin
- 1979 : Topper : Marion Kirby
- 1981 : Inmates: A Love Story : Jane Mount
- 1981 : Thin Ice : Linda Rivers
- 1983-1987 : Les deux font la paire (Scarecrow and Mrs. King) (série télévisée) : Mrs. Amanda King
- 1983 : Écoute ton cœur (Listen to Your Heart): Frannie Greene
- 1988 : Baby Boom (série télévisée) : J.C. Wiatt
- 1990 : Mark Woodward, ange ou démon? (The Stranger Within) : Mare Blackburn
- 1992 : New York, alerte à la peste (en) (Quiet Killer) : Dr Nora Hart
- 1992 : Homewrecker : Lucy (voix)
- 1993 : The Shrine of Lorna Love
- 1993 : Arly Hanks (en) : Arly hanks
- 1993 : Cauchemar en haute mer (Adrift) : Katie Nast [2]
- 1993 : Le Berceau vide (Empty Cradle) : Rita Donohue
- 1994 : Armed and Innocent (en) : Patsy Holland
- 1994 : Justice in a Small Town : Sandra Clayton
- 1995 : Le Silence de l'adultère (The Silence of Adultery) : Dr Rachel Lindsey
- 1996 : Meurtres sur l'Iditarod (Murder on the Iditarod Trail) : Jessie Arnold
- 1996 : Kidnapping (A Kidnapping in the Family) (série télévisée) : DeDe Cooper
- 1996 : New Passages : Host
- 1996 : Panique en plein ciel (en) (Panic in the Skies!) : Laurie Ann Pickett
- 1997 : Fraternité mortelle (What Happened to Bobby Earl?) : Rose Earl
- 1997 : Ally McBeal : Barbara Cooker
- 1998 : La Coupable idéale (Sweet Deception) : Kit Gallagher
- 2000 : La Cinquième Sœur (Satan's School for Girls) : Olivia Burtis
- 2001 : La Justice d'une mère (A Mother's Testimony) : Sharon Carlson
- 2003 : Un miracle à 19 pattes (Miracle Dogs) : Terri Logan
- 2006 : Esprits criminels : Elizabeth Prentiss
- 2006 : La Conviction de ma fille (The Perfect Suspect) : Maureen Hansen

### Productrice
- 1979 : Topper
- 1983 : Les deux font la paire (Scarecrow and Mrs. King) (série télévisée)
- 1986 : Un secret trop lourd (Child's Cry)
- 1996 : Meurtres sur l'Iditarod (Murder on the Iditarod Trail)

### Réalisatrice
- 1985 : Les deux font la paire (Scarecrow and Mrs. King) (série télévisée, 2 épisodes)
- 1997 : La Loi du colt (Dead Man's Gun) (série télévisée)

## Distinctions

### Récompenses
- 1974 : Golden Apple Awards de la découverte féminine de l'année.
- 1979 : Photoplay Awards de la sex symbol féminine préférée.
- 1986 : Bravo Otto de la meilleure star féminine TV.
- 1987 : Bravo Otto de la meilleure star féminine TV.
- 1988 : Bravo Otto de la meilleure star féminine TV.

### Nominations
- 34e cérémonie des Golden Globes 1977 : Meilleure actrice dans une série dramatique pour Drôles de dames (Charlie's Angels) (1976-1979) pour le rôle de Sabrina Duncan.
- Primetime Emmy Awards 1977 : Meilleure actrice dans une série télévisée dramatique pour Drôles de dames (Charlie's Angels) (1976-1979) pour le rôle de Sabrina Duncan.
- 35e cérémonie des Golden Globes 1978 : Meilleure actrice dans une série dramatique pour Drôles de dames (Charlie's Angels) (1976-1979) pour le rôle de Sabrina Duncan.
- 1978 : Photoplay Awards de la sex symbol féminine préférée.
- Primetime Emmy Awards 1978 : Meilleure actrice dans une série télévisée dramatique pour Drôles de dames (Charlie's Angels) (1976-1979) pour le rôle de Sabrina Duncan.
- 36e cérémonie des Golden Globes 1979 : Meilleure actrice dans une série dramatique pour Drôles de dames (Charlie's Angels) (1976-1979) pour le rôle de Sabrina Duncan.
- 1980 : Primetime Emmy Awards de la meilleure actrice étrangère dans une série télévisée dramatique pour Drôles de dames (Charlie's Angels) (1976-1979) pour le rôle de Sabrina Duncan.
- 1990 : Bravo Otto de la meilleure star féminine TV.

## Voix françaises
| - Perrette Pradier dans : - Drôles de dames (série télévisée) - Les deux font la paire (série télévisée) - Panique en plein ciel (téléfilm) - Le Berceau vide (téléfilm) - New York, alerte à la peste (téléfilm) - Jalousie maternelle (téléfilm) - Ally McBeal (série télévisée) - Le Coupable idéal (téléfilm) - La Cinquième Sœur (téléfilm) - New York 911 (série télévisée) - La Conviction de ma fille (téléfilm) - Esprits criminels (série télévisée) | et aussi : - Evelyn Selena dans Un cocktail explosif - Martine Irzenski dans Mark Woodward, ange ou démon? (téléfilm) |